# Psathyrella vinosofulva
Psathyrella vinosofulva är en svampart som beskrevs av P.D. Orton 1960. Psathyrella vinosofulva ingår i släktet Psathyrella och familjen Psathyrellaceae.  Artens status i Sverige är: Ej påträffad. Inga underarter finns listade i Catalogue of Life.